# 邁皋橋駅
邁皋橋駅（ばいこうきょう-えき）は中華人民共和国江蘇省南京市棲霞区邁皋橋街道和燕路と華電西路、紅山路交叉点の西側にある、南京地下鉄1号線の駅である。

## 年表
- 2005年8月12日 に開業。

## 駅構造

### 改札・出入口
島式ホーム1面2線の高架駅。駅の北側には留置線がある。出口は5箇所ある。

## 駅周辺
古い住宅地が広がっている地域である。
- 小紅山

## 隣の駅
南京地下鉄
■1号線
暁荘駅 - 邁皋橋駅 - 紅山動物園駅